# Mečji Do
Mečji Do (cyr. Мечји До) – wieś w Serbii, w okręgu niszawskim, w gminie Svrljig. W 2011 roku liczyła 29 mieszkańców.